# Mallodeta aecyra
Mallodeta aecyra är en fjärilsart som beskrevs av Herrich-Schäffer 1854. Mallodeta aecyra ingår i släktet Mallodeta och familjen björnspinnare. Inga underarter finns listade i Catalogue of Life.